# Premis Cóndor de Plata 2004
La 52a edició dels Premis Cóndor de Plata 2004, concedits per l'Asociación de Cronistas Cinematográficos de la Argentina, va tenir lloc el 5 de maig de l'any 2004 al Teatro ND Ateneo de Buenos Aires, on es va reconèixer a les millors pel·lícules argentines estrenades durant l'any 2003. Fou retransmesa en directe per Canal 7.
Les pel·lícules més nominades van ser la comèdia dramàtica enviada com a representant argentina al Oscar Valentín amb dotze nominacions, el film de Desanzo El Polaquito amb onze i el policial amb tocs de comèdia El fondo del mar amb deu nominacions.

## Guanyadors i nominats
| Millor pel·lícula | Millor director |
| --- | --- |
| - Valentín - El Polaquito - El fondo del mar - Potestad - Cleopatra | - Alejandro Agresti - Valentín - Damián Szifron - El fondo del mar - Juan Carlos Desanzo - El Polaquito - Eduardo Mignogna - Cleopatra - Luis César D'Angiolillo - Potestad                                                                                          |
| Millor actriu | Millor actor |
| - Marina Glezer - El polaquito - Norma Aleandro - Cleopatra - Jimena La Torre - Bar, El Chino - Raquel Bank - El juego de la silla - Ivonne Fournery - Sangre | - Tato Pavlovsky - Potestad - Leonardo Sbaraglia - En la ciudad sin límites - Lito Cruz - India Pravile - Daniel Hendler - El fondo del mar - Diego Capusotto - Soy tu aventura                                                                                      |
| Millor actriu de repartiment | Millor actor de repartiment |
| - Beatriz Thibaudin - Tan de repente - Dolores Fonzi - El fondo del mar - Carmen Maura - Valentín - Julieta Cardinali - Valentín - Verónica Llinás - Soy tu aventura | - Gustavo Garzón - El fondo del mar - Mex Urtizberea - Valentín - Alfredo Alcón - En la ciudad sin límites - Roly Serrano - El Polaquito - Jorge Marrale - Soy tu aventura                                                                                           |
| Millor Revelació Femenina | Millor Revelació Masculina |
| - Raquel Bank - El juego de la silla - Marina Glezer - El Polaquito - Jimena La Torre - Bar, El Chino - Carla Crespo - Tan de repente - Camila Mac Lennan - Vladimir en Buenos Aires | - Rodrigo Noya Valentín - Fernando Roa i Abel Ayala - El Polaquito - Nicéforo Galván - La mecha - Javier Locatelli - Sudeste |
| Millor guió original | Millor guió adaptat |
| - Alejandro Agresti - Valentín - Mario Lion, Daniel Burak i Beatriz Pustinik - Bar, El Chino - Juan Carlos Desanzo i Lito Espinosa - El Polaquito - Damián Szifron - El fondo del mar - Guillerrmo Hough i Néstor Montalbano - Soy tu Aventura                                                                                                   | - - Ariel Roli Sienra i Luis César D'Angiolillo - Potestad - Diego Lerman i María Meira - Tan de repente - Diego Guebel i Sergio Belloti - Sudeste |
| Millor opera prima | Millor videofilm |
| - Bar El Chino - Daniel Burak - Damián Szifron - El fondo del mar - Diego Lerman - Tan de repente - Ana Katz - El juego de la silla - Silvia Di Florio - Raúl Barboza: El sentimiento de abrazar | - Hernán Gaffet - Oscar Alemán, una vida con swing - Lorena Muñoz i Sergio Wolf - Yo no sé qué me han hecho tus ojos - Hernán Andrade i Víctor Cruz - La noche de las cámaras despiertas - Pablo Osores, Roberto Testa i Nicolás Wainszelbaum - Flores de septiembre |
| Millor Fotografia | Millor Muntatge |
| - Carlos Torlaschi - El Polaquito - José Luis Cajaraville - Valentín - Lucio Bonelli - El fondo del mar - María Inés Teyssié - Potestad - Marcelo Camorino - Cleopatra | - Alejandro Brodersohn - Valentín - André Tambornino - Bar, El Chino - Sergio Zottola - El Polaquito - Guillermo Grillo y Luis César D'Angiolillo - Potestad - Miguel Schverdfinger - Soy tu aventura                                                                |
| Millor so | Millor música original |
| - Daniel Márquez - Raúl Barboza: El sentimiento de abrazar - Jorge Stavropulos - Bar, El Chino - Fernando Soldevila - Valentín - Guido Berenblum - Potestad - Jesica Suarez, Marcos De Aguirre y Fernando Soldevila - El fondo del mar | - Luis Salinas i Paul M. van Brugge - Valentín - Daniel Binelli - India Pravile - Edgardo Rudnitzky - Potestad - Emilio Valle - Soy tu aventura - Paco Ortega - Cleopatra                                                                                            |
| Millor pel·lícula documental | Millor pel·lícula estrangera |
| - Lorena Muñoz i Sergio Wolf - Yo no sé qué me han hecho tus ojos - Ulises Rosell - Bonanza (En vías de extinción) - Pablo Milstein ‘ Norberto Ludin - Sol de Noche: La historia de Olga y Luis - Enriue Bellande - Ciudad de María - Daniel Rivas - Abrazos, Tango en Buenos Aires - Silvia di Florio - Raúl Barboza, el sentimiento de abrazar | - L'arca russa (Русский ковчег) - Aleksandr Sokúrov - Mystic River - Clint Eastwood - El Pianista (The Pianist) - Roman Polanski - Mies vailla menneisyyttä - Aki Kaurismäki - El Viatge de Chihiro (千と千尋の神隠し) - Hayao Miyazaki                              |
| Millor direcció artística | |
| - Floris Vos - Valentín - Margarita Jusid - Cleopatra - Mariela Rípodas i Lucia Onofri - El fondo del mar - Santiago Elder - El juego de Arcibel - Mariela Rípodas - El Polaquito | |

## Premis Honorífics
Durant la cerimònia es van lliurar també guardons a la trajectòria a:
Héctor Olivera
Juan Carlos Garate
Analía Gadé
Adrianita
Edgardo Cozarinsky